# La Raya, Jalisco
La Raya är en ort i Mexiko.   Den ligger i kommunen Atotonilco el Alto och delstaten Jalisco, i den centrala delen av landet, 400 km väster om huvudstaden Mexico City. La Raya ligger 1 580 meter över havet och antalet invånare är 123.
Terrängen runt La Raya är huvudsakligen kuperad, men åt nordväst är den platt. Runt La Raya är det ganska tätbefolkat, med 108 invånare per kvadratkilometer. Närmaste större samhälle är Atotonilco el Alto, 1,9 km nordost om La Raya. Trakten runt La Raya består till största delen av jordbruksmark.